# رودخانه وایدا
رودخانه وایدا (به انگلیسی: Weida (river)) رودخانه‌ای است که در آلمان جریان دارد.